# أوتيس سميث
أوتيس سميث (بالإنجليزية: Otis Smith)‏ هو لاعب كرة قدم أمريكية أمريكي، ولد في 22 أكتوبر 1965 في نيو أورلينز في الولايات المتحدة.

## وصلات خارجية
- أوتيس سميث على موقع مرجع كرة القدم المحترفة.كوم (الإنجليزية)